# Budge Budge
Budge Budge (o Baj Baj) è una suddivisione dell'India, classificata come municipality, di 75.465 abitanti, situata nel distretto dei 24 Pargana Sud, nello stato federato del Bengala Occidentale. In base al numero di abitanti la città rientra nella classe II (da 50.000 a 99.999 persone).

## Geografia fisica
La città è situata a 22° 28' 58 N e 88° 10' 54 E e ha un'altitudine di 9 m s.l.m..

## Società

### Evoluzione demografica
Al censimento del 2001 la popolazione di Budge Budge assommava a 75.465 persone, delle quali 41.224 maschi e 34.241 femmine. I bambini di età inferiore o uguale ai sei anni assommavano a 7.285, dei quali 3.609 maschi e 3.676 femmine. Infine, coloro che erano in grado di saper almeno leggere e scrivere erano 52.966, dei quali 31.018 maschi e 21.948 femmine.